# ORF7a
ORF7a (معروف كذلك بعدة أسماء منها SARS-X4 وU122‏) هو جين يوجد في جنس فيروس كورونا بيتا من فصيلة فيروسات كورونا. يُعبّر عن بروتين NS7A لفيروسات كورونا بيتا وهو بروتين عبر غشائي من الصنف 1 له نطاق مماثل لنطاق غلوبين مناعي [الإنجليزية]. اكتُشف لأول مرة في سارس-كوف وهو الفيروس الذي يسبب المتلازمة التنفسية الحادة الوخيمة (السارس). يملك نديد هذا الجين في سارس-كوف-2 وهو الفيروس الذي يسبب كوفيد 19 تطابق تسلسل يقدر بحوالي 85% مقارنة بتسلسل سارس-كوف.

## الوظيفة
ذُكرت العدديد من الوظائف المحتملة لـORF7a، والوظيفة الرئيسية هي تعديل المناعة ومناهضة الإنترفيرون.البروتين ليس أساسيا لتضاعف الفيروس.

### تآثرات مع البروتينات الفيروسية
تقترح دراسات في سارس-كوف ان هذا البروتين يقوم بتآثرات بروتين بروتين مع بروتين الشوكة وORF3a، ويتواجد في الفيرونات الناضجة وهو ما يجعله بروتينا بنيويا ثانويا. لا يُعرف إن كانت هذه الأمور تحدث في سارس-كوف-2 كذلك. قد يلعب هذا البروتين دورا في تجميع الفيروس.

### تأثيرات على المضيف
وُصفت العديد من تآثرات هذا البروتين مع بروتينات الخلية المضيفة وذُكرت العديد من تأثيراته عليها. أُبلغ أن هذا البروتين يملك وظيفة ارتباط مع نطاقات الإنتغرين 1. وأُبلغ كذلك أنه يُحدث الاستماتة عبر مسار معتمد على الكاسباز. ويحتوي كذلك على نمط تسلسل [الإنجليزية] ثبُت أنه يتوسط النقل من الشبكة الإندوبلازمية المعتمد على COPII، ويتموقع هذا البروتين في جهاز غولجي. في سارس-كوف-2، وُصف بروتين ORF7a على أنه مناهض فعال للإنترفيرون. وربما يملك تأثيرات تعديل المناعة عبر التآثر مع الخلايا البيضاء وحيدة النوى.

## البنية
بروتين ORF7a هو بروتين عبر غشائي طوله 121 حمض أميني في سارس-كوف-2 و133 في سارس-كوف. وهو بروتين عبر غشائي من النوع 1 يملك ببتيد إشعاري في النهاية الأمينية، ونطاق خارجي له تطوي غلوبولين مناعي [الإنجليزية] وتسلسل إبقاء في الشبكة الإندوبلازمية بالنهاية الكربوكسيلية. تحتوي بنيته على سبع سلاسل بيتا تشكل صحيفتي بيتا متموضعتان على شكل سندويتش بيتا [الإنجليزية]. تتجلى أغلب الاختلافات في تسلسل ORF7a بين سارس-كوف وسارس-كوف-2 في النطاق الخارجي المماثل للغلوبولين المناعي وهو الأمر الذي يمكن أن ينتج عنه اختلافات في تآثرات البروتين بروتين.

### تعديلات ما بعد الترجمة
أُبلِغ أن بروتين سارس-كوف-2 يحدث له ارتباط بجزيئات اليوبيكويتين (Ubiquitylation)، يمكن أن تكون لسلاسل اليوبيكويتين المرتبطة مع اللايسين رقم 199 علاقة بكون البروتين مناهض للإنترفيرون.

## التعبير والتموقع
إلى جانب الجينات الأخرى المشفرة للبروتينات الملحقة، يتواجد جين ORF7a بجوار الجينات المشفرة للبروتينات البنيوية في النهاية 3' للجينوم الرنوي لفيروس كورونا. يتداخل هذا الجين مع الجين ORF7b. يتموقع البروتين الناتج من هذا الجين في سارس-كوف في الشبكة الإندوبلازمية وجهاز غولجي، وأُبلغ عن تموقعه في العنقود الحويصلي الأنبوبي [الإنجليزية] (ERGIC)، وأبلغ عن تموقع مماثل له في جهاز غولجي بالنسبة لسارس-كوف-2.

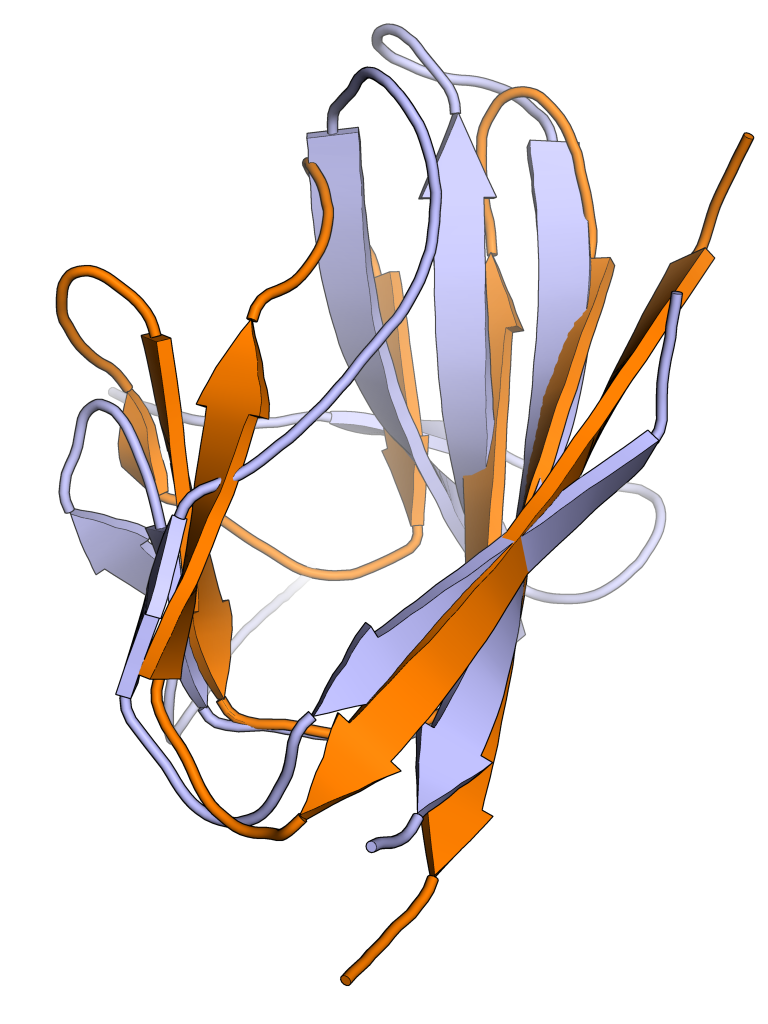
رصف بنيوي لنطاقي الغلوبولين المناعي لـORF8 بالأزرق والـORF7a بالبرتقالي يوضح مدى التماثل في طوبولوجيا سندويتش بيتا الخاص بكل واحد منها.

## التطور
يُعتقد أن الـORF8 في سارس-كوف-2 والذي يشفر بروتينا يملك نطاقا مماثلا للغلوبولين المناعي، قد يكون نديد مماثل (paralog) لـORF7a وأنه نشأ من تضاعف جيني، مع ذلك تقترح بعض دراسات المعلوماتية الحيوية أن كمية التشابه قد تكون منخفضة لدرجة لا تدعم حدوث تضاعف جيني والذي هو أمر غير شائع نسبيا لدى الفيروسات. نطاقات الغلوبولينات المناعية غير شائعة بين الفيروسات وباستثناء مجموعة فرعية في فيروسات كورونا بيتا تملك ORF8 وORF7a، تم تحديد عدد صغير من فيروسات كورونا ألفا الخفاشية التي تملك نطاقات مماثلة لنطاق الغلوبولين المناعي، بينما هذا النطاق غائب في فيروسات غاما وفيروسات دلتا. يمكن أن يكون اكتساب نطاقات الغلوبولين المناعي في فيروسات بيتا وغاما حدث بشكل مستقل، بينما ORF8 وORF7a يمكن أن يكون مصدرها من بروتين خاص بالمضيف.
تم تحديد تسلسل جينوم سارس-كوف-2 مرات كثيرة خلال جائحة كوفيد 19 وأُبلغ عن العديد من التحورات في هذا الجين بما في ذلك طفرات حذف، طفرات هرائية (التي تُحدث كودون توقف مبتسر وتتسبب في بتر البروتين)، وعلى الأقل اندماجا جينيا [الإنجليزية] واحدا.